# ناصر مدنی
ناصر مدنی (زاده‌ی ۴ ژوئیه‌ی ۱۹۴۰) یک شمشیرباز پیشین اهل ایران است. او در بازی‌های المپیک تابستانی ۱۹۶۴ به‌رقابت پرداخت.